# Stand UP!!
Stand Up!!是日本TBS電視台的一部電視連續劇，從2003年7月4日開始到2003年9月12日止播出，共11集。背景是描寫日本東京都品川區戶越的高中生們的青春喜劇。
海外播出方面，台灣分別由TVBS-G與緯來日本台，於2004年5月29日晚間7時及2008年2月19日晚間8時播出。2003年12月19日在日本發售『Stand Up!!』DVD-Video。

## 主要角色
- 淺井正平：二宮和也飾（嵐的成員）

小正。DB4的成員之一。對望月老師隱約有感情寄托，而且常常在幻想。
- 岩崎健吾：山下智久飾（演出時是Johnny's Jr）

健健。正平的好友、DB4的成員之一。四人中唯一有女友的人。
- 大和田千繪：鈴木杏飾

千繪。和正平們是青梅竹馬。
- 宇田川隼人：成宮寬貴飾

宇田仔。正平的好友、DB4的成員之一。輕音樂社擔任主唱。
- 江波功司：小栗旬飾

功司。正平的好友、DB4的成員之一。足球社的隊長。

### DB4的家人
- 淺井京平：段田安則飾

正平的父親。經營淺井藥局。
- 淺井倫子：片平渚飾

正平的母親。
- 淺井百合子：西田尚美飾

正平的姊姊。工作是護士。
- 岩崎君子：杉田薰飾

健吾的母親。經營旅館。
- 宇田川信人：酒井敏也飾

隼人的父親。經營蔬果店。
- 江波昌司：清水章吾飾

功司的父親。經營仙貝店。里長會的會長。

### 高中的老師
- 望月五十鈴：釋由美子飾

高中的英語老師。
- 木村光彥：的場浩司飾

高中的體育老師。正平的班級導師。
- 佐佐木留美子：加藤貴子飾

高中的保健室阿姨。喜歡木村老師。

### 高中同學
- 加賀艾蓮：Becky 飾

父親有一半是美國人。
- 藤澤園子：上野なつひ飾

健吾的女友。優等生。
- 倉田美智子：邑野未亜（現・邑野みあ）
- 齊藤輝美：水野はるか（現・水野友加里）

在咖啡廳打工。
- 櫻井真紀子：AKINA飾（Folder5）

真紀。女生四人組的領導人。
- 上原美緒：芦名星飾

美緒。
- 濱野恭子：香子飾（ちぇきな）

恭子。
- 木田亜紀子：真琴飾（ちぇきな）

亜子。

### 其他角色
- 久米直也：塚本高史飾

私立高中的學生會會長。足球社的王牌球員。會給DB4重要寶貴的意見。
- 富永志保：松本莉緒飾

商店街糖果屋少女。
- 橘廣美：劇團一人飾

咖啡廳的負責人。
- 水澤：郭智博飾

與千繪是高中同學。
- 美由紀：水川麻美飾
- シン：DAIGO飾

真紀子的男友。
- 丸岡槳詞
- 清水恵美
- おかやまはじめ
- 勝又ユキ
- 山本梓
- 石川佳奈

## 製作團隊
- 劇本：金子亞里沙
- 製作人：石丸彰彥
- 導演：堤幸彥、加藤新、平川雄一朗
- 企画：植田博樹
- 制作：TBS ENTERTAINMENT
- 製作著作：TBS

## 主題曲
- 嵐（2003年9月3日由日本J Storm唱片發行）

## 各集日本首播收視率
| 集數   | 中文翻譯標題                 | 日文原文標題 | 日本播放時間  | 收視率 |
| ------ | ---------------------------- | ------------ | ------------- | ------ |
| 第1話  | 17歲的性體驗                 |              | 2003年7月4日  | 14.0%  |
| 第2話  | （極秘）外宿計劃             |              | 2003年7月11日 | 12.3%  |
| 第3話  | 大人們不在家的晚上！         |              | 2003年7月18日 | 11.6%  |
| 第4話  | 緊張的初體驗！               |              | 2003年7月25日 | 7.5%   |
| 第5話  | 終於出現第一位從處男畢業的人 |              | 2003年8月1日  | 9.7%   |
| 第6話  | 像是被火紋身般的戀愛！       |              | 2003年8月8日  | 10.4%  |
| 第7話  | 純潔VS戀愛教主               |              | 2003年8月15日 | 7.9%   |
| 第8話  | 高中生的懷孕問題             |              | 2003年8月22日 | 8.4%   |
| 第9話  | 被親友奪去的戀情             |              | 2003年8月29日 | 8.9%   |
| 第10話 | 傷痕累累的初體驗             |              | 2003年9月5日  | 11.3%  |
| 第11話 |                              |              | 2003年9月12日 | 9.9%   |

平均收視率 10.2%

## 外部連結
- 緯來日本台《Stand Up!!》官方網站（页面存档备份，存于）（繁體中文）

## 作品的變遷
| TBS 金曜劇場                       | TBS 金曜劇場                         | TBS 金曜劇場 |
| ---------------------------------- | ------------------------------------ | ------------ |
|                                    | Stand Up!! （2003.7.4 - 2003.9.12）  |              |
| 帥哥醫生 （2003.4.11 - 2003.6.20） | 熱血校園 （2003.10.10 - 2003.12.12） |              |

| 臺灣 緯來日本台 一番偶像劇 週一至週五 晚間20:00至21:00 | 臺灣 緯來日本台 一番偶像劇 週一至週五 晚間20:00至21:00 | 臺灣 緯來日本台 一番偶像劇 週一至週五 晚間20:00至21:00 |
| ------------------------------------------------------ | ------------------------------------------------------ | ------------------------------------------------------ |
|                                                        | Stand UP!!(重播) （2008.02.19 - 2008.03.04）           |                                                        |
| 料理新人王 （2008.02.01 - 2008.02.15）                 | 父女變變變 （2008.03.05 - 2008.03.13）                 |                                                        |